# Mesochaetopterus mexicanus
Mesochaetopterus mexicanus är en ringmaskart som beskrevs av Kudenov 1975. Mesochaetopterus mexicanus ingår i släktet Mesochaetopterus och familjen Chaetopteridae. Inga underarter finns listade i Catalogue of Life.